# كاتي ماي
كاتي ماي (بالإنجليزية: Katie May)‏ هي عارضة أمريكية، ولدت في 16 مارس 1981 في بيتسبرغ في الولايات المتحدة، وتوفيت في 4 فبراير 2016 في لوس أنجلوس في الولايات المتحدة بسبب سكتة.